# Alexis Sánchez
Alexis Alejandro Sánchez Sánchez (phát âm tiếng Tây Ban Nha: [aˈleksis ˈsantʃes]; sinh ngày 19 tháng 12 năm 1988), còn được gọi đơn giản là Alexis Sánchez, là một cầu thủ bóng đá chuyên nghiệp người Chile hiện đang thi đấu ở vị trí tiền đạo cho câu lạc bộ Serie A Udinese và đội tuyển bóng đá quốc gia Chile. Được đánh giá là một trong những cầu thủ xuất sắc nhất thế giới trong thế hệ của mình và là một trong những cầu thủ vĩ đại nhất mọi thời đại trong lịch sử bóng đá Chile, bên cạnh Elías Figueroa, anh nổi tiếng nhờ lối chơi giàu kỹ thuật, tốc độ, thể lực, tính sáng tạo và cường độ thi đấu hiệu quả trên sân.
Sau mùa giải đầu tiên của mình trong màu áo Cobreloa, Sánchez đã được câu lạc bộ Udinese Calcio của Ý ký hợp đồng vào năm 2006. Sau những thành công khi thi đấu tại Colo-Colo và River Plate theo dạng cho mượn, anh bắt đầu chơi bóng tại Serie A. Năm 2011, anh ký hợp đồng với câu lạc bộ Barcelona với mức phí chuyển nhượng 43 triệu $, và trở thành cầu thủ Chile đắt giá nhất trong lịch sử. Năm 2014, Sanchez chuyển đến thi đấu tại Arsenal.
Anh bắt đầu khoác áo đội tuyển Chile từ năm 2006, thi đấu được hơn 100 trận và góp mặt trong 2 kỳ FIFA World Cup (2010, 2014) và 4 kỳ Copa America (2011, 2015, 2016, 2019, 2021), trong đó thành tích lớn nhất là hai chức vô địch Copa America 2015 và 2016.

## Thống kê sự nghiệp

### Câu lạc bộ
Tính đến ngày 23 tháng 5 năm 2021
| Câu lạc bộ          | Mùa giải            | Giải đấu | Giải đấu | Cúp quốc gia | Cúp quốc gia | Cúp liên đoàn | Cúp liên đoàn | Châu lục1 | Châu lục1 | Khác2 | Khác2 | Tổng cộng | Tổng cộng |
| Câu lạc bộ          | Mùa giải            | Trận     | Bàn      | Trận         | Bàn          | Trận          | Bàn           | Trận      | Bàn       | Trận  | Bàn   | Trận      | Bàn       |
| ------------------- | ------------------- | -------- | -------- | ------------ | ------------ | ------------- | ------------- | --------- | --------- | ----- | ----- | --------- | --------- |
| Cobreloa            | 2005                | 35       | 3        | –            | –            | –             | –             | 3         | 0         | –     | –     | 38        | 3         |
| Cobreloa            | 2006                | 12       | 9        | –            | –            | –             | –             | –         | –         | –     | –     | 12        | 9         |
| Cobreloa            | Tổng cộng           | 47       | 12       | –            | –            | –             | –             | 3         | 0         | –     | –     | 50        | 12        |
| Colo-Colo           | 2006                | 18       | 4        | –            | –            | –             | –             | 9         | 1         | –     | –     | 27        | 5         |
| Colo-Colo           | 2007                | 14       | 1        | –            | –            | –             | –             | 7         | 3         | –     | –     | 21        | 4         |
| Colo-Colo           | Tổng cộng           | 32       | 5        | –            | –            | –             | –             | 16        | 4         | –     | –     | 48        | 9         |
| River Plate         | 2007–08             | 23       | 4        | –            | –            | –             | –             | 8         | 0         | –     | –     | 31        | 4         |
| River Plate         | Tổng cộng           | 23       | 4        | –            | –            | –             | –             | 8         | 0         | –     | –     | 31        | 4         |
| Udinese             | 2008–09             | 32       | 3        | 2            | 0            | –             | –             | 9         | 0         | –     | –     | 43        | 3         |
| Udinese             | 2009–10             | 32       | 5        | 4            | 1            | –             | –             | –         | –         | –     | –     | 36        | 6         |
| Udinese             | 2010–11             | 31       | 12       | 2            | 0            | –             | –             | –         | –         | –     | –     | 33        | 12        |
| Udinese             | Tổng cộng           | 95       | 20       | 8            | 1            | –             | –             | 9         | 0         | –     | –     | 112       | 21        |
| Barcelona           | 2011–12             | 25       | 12       | 7            | 1            | –             | –             | 6         | 2         | 3     | 0     | 41        | 15        |
| Barcelona           | 2012–13             | 29       | 8        | 6            | 2            | –             | –             | 9         | 1         | 2     | 0     | 46        | 11        |
| Barcelona           | 2013–14             | 34       | 19       | 9            | 2            | –             | –             | 9         | 0         | 2     | 0     | 54        | 21        |
| Barcelona           | Tổng cộng           | 88       | 39       | 22           | 5            | –             | –             | 24        | 3         | 7     | 0     | 141       | 47        |
| Arsenal             | 2014–15             | 35       | 16       | 6            | 4            | 1             | 1             | 9         | 4         | 1     | 0     | 52        | 25        |
| Arsenal             | 2015–16             | 30       | 13       | 3            | 1            | 1             | 0             | 7         | 3         | 0     | 0     | 41        | 17        |
| Arsenal             | 2016–17             | 38       | 24       | 5            | 3            | 0             | 0             | 8         | 3         | 0     | 0     | 51        | 30        |
| Arsenal             | 2017–18             | 19       | 7        | 0            | 0            | 1             | 0             | 1         | 1         | 0     | 0     | 21        | 8         |
| Arsenal             | Tổng cộng           | 122      | 60       | 14           | 8            | 3             | 1             | 25        | 11        | 1     | 0     | 165       | 80        |
| Manchester United   | 2017–18             | 12       | 2        | 4            | 1            | —             | —             | 2         | 0         | —     | —     | 18        | 3         |
| Manchester United   | 2018–19             | 20       | 1        | 3            | 1            | 0             | 0             | 4         | 0         | —     | —     | 27        | 2         |
| Manchester United   | Tổng cộng           | 32       | 3        | 7            | 2            | 0             | 0             | 6         | 0         | —     | —     | 45        | 5         |
| Inter Milan (mượn)  | 2019–20             | 22       | 4        | 4            | 0            | —             | —             | 6         | 0         | —     | —     | 32        | 4         |
| Inter Milan         | 2020–21             | 30       | 7        | 3            | 0            | —             | —             | 5         | 0         | —     | —     | 38        | 7         |
| Inter Milan         | Tổng cộng           | 52       | 11       | 7            | 0            | —             | —             | 11        | 0         | —     | —     | 70        | 11        |
| Tổng cộng sự nghiệp | Tổng cộng sự nghiệp | 491      | 154      | 58           | 16           | 4             | 1             | 102       | 18        | 8     | 0     | 664       | 189       |

1Bao gồm Copa Libertadores, Copa Sudamericana và UEFA Champions League.
2Bao gồm FIFA Club World Cup, Supercopa de España, Community Shield và UEFA Super Cup.

### Đội tuyển quốc gia

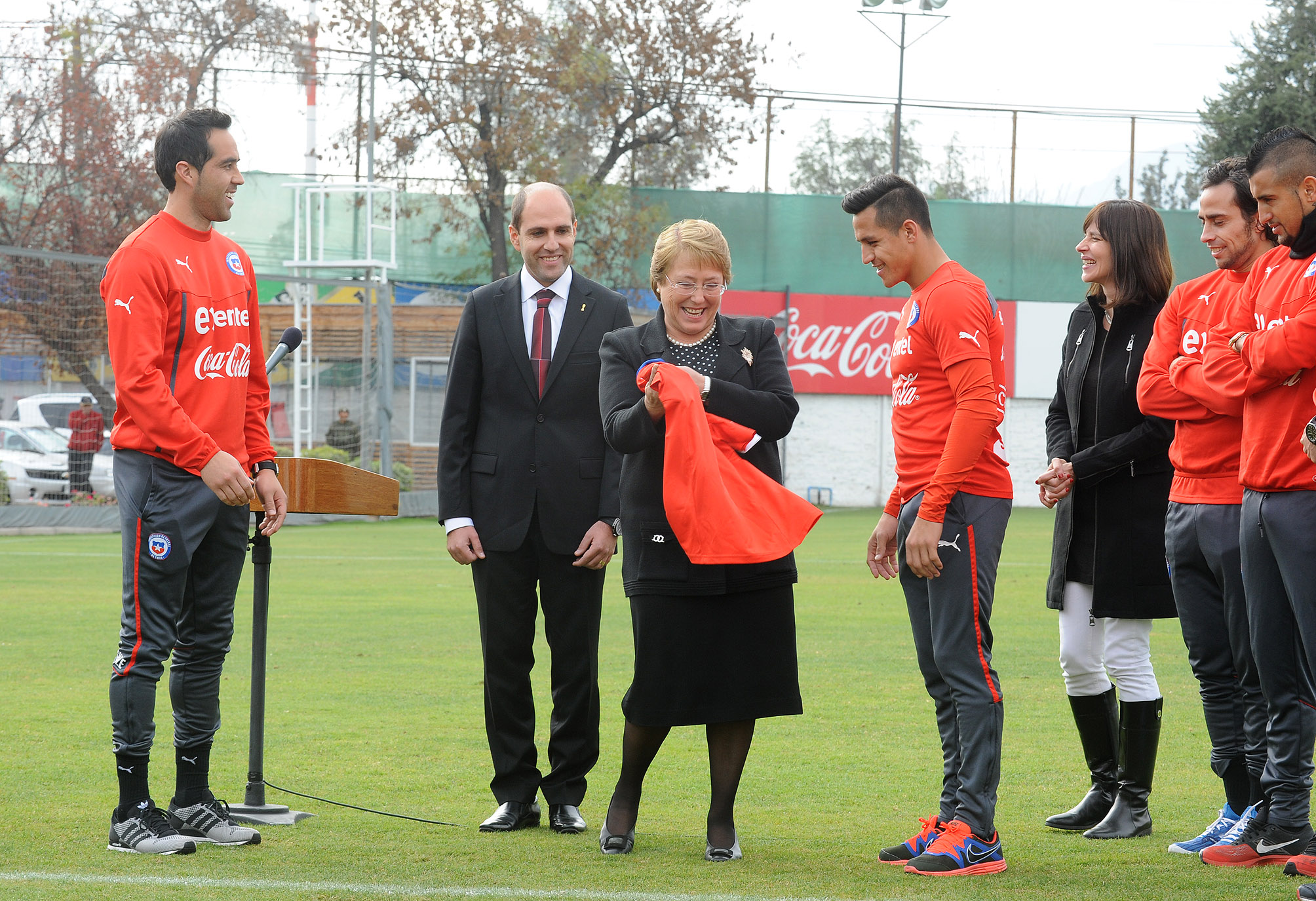
Sánchez và đồng đội gặp Tổng thống Chile Michelle Bachelet vào năm 2014

Tính đến 26 tháng 3 năm 2024
| Đội tuyển bóng đá quốc gia Chile | Đội tuyển bóng đá quốc gia Chile | Đội tuyển bóng đá quốc gia Chile |
| Năm                              | Số lần ra sân                    | Số bàn thắng                     |
| -------------------------------- | -------------------------------- | -------------------------------- |
| 2006                             | 5                                | 0                                |
| 2007                             | 4                                | 1                                |
| 2008                             | 9                                | 2                                |
| 2009                             | 9                                | 5                                |
| 2010                             | 7                                | 4                                |
| 2011                             | 11                               | 2                                |
| 2012                             | 8                                | 0                                |
| 2013                             | 11                               | 8                                |
| 2014                             | 13                               | 4                                |
| 2015                             | 14                               | 5                                |
| 2016                             | 15                               | 5                                |
| 2017                             | 13                               | 3                                |
| 2018                             | 4                                | 2                                |
| 2019                             | 9                                | 2                                |
| 2020                             | 4                                | 2                                |
| 2021                             | 8                                | 1                                |
| 2022                             | 8                                | 3                                |
| 2023                             | 8                                | 2                                |
| 2024                             | 2                                | 0                                |
| Tổng cộng                        | 162                              | 51                               |

### Bàn thắng quốc tế
| #   | Ngày                 | Địa điểm                                                             | Đối thủ    | Bàn thắng | Kết quả | Giải đấu                      |
| --- | -------------------- | -------------------------------------------------------------------- | ---------- | --------- | ------- | ----------------------------- |
| 1.  | 7 tháng 9 năm 2007   | Sân vận động Ernst Happel, Viên, Áo                                  | Thụy Sĩ    | 1–1       | 1–2     | Giao hữu                      |
| 2.  | 4 tháng 6 năm 2008   | Sân vận động El Teniente, Rancagua, Chile                            | Guatemala  | 1–0       | 2–0     | Giao hữu                      |
| 3.  | 4 tháng 6 năm 2008   | Sân vận động El Teniente, Rancagua, Chile                            | Guatemala  | 2–0       | 2–0     | Giao hữu                      |
| 4.  | 11 tháng 2 năm 2009  | Sân vận động Peter Mokaba, Polokwane, Nam Phi                        | Nam Phi    | 2–0       | 2–0     | Giao hữu                      |
| 5.  | 28 tháng 3 năm 2009  | Sân vận động Monumental "U", Lima, Peru                              | Perú       | 1–0       | 3–1     | Vòng loại FIFA World Cup 2010 |
| 6.  | 10 tháng 6 năm 2009  | Sân vận động quốc gia Chile, Santiago, Chile                         | Bolivia    | 3–0       | 4–0     | Vòng loại FIFA World Cup 2010 |
| 7.  | 10 tháng 6 năm 2009  | Sân vận động quốc gia Chile, Santiago, Chile                         | Bolivia    | 4–0       | 4–0     | Vòng loại FIFA World Cup 2010 |
| 8.  | 12 tháng 8 năm 2009  | Sân vận động Brøndby, Brøndby, Đan Mạch                              | Đan Mạch   | 2–1       | 2–1     | Giao hữu                      |
| 9.  | 26 tháng 5 năm 2010  | Sân vận động Municipal de Calama, Calama, Chile                      | Zambia     | 1–0       | 3–0     | Giao hữu                      |
| 10. | 26 tháng 5 năm 2010  | Sân vận động Municipal de Calama, Calama, Chile                      | Zambia     | 2–0       | 3–0     | Giao hữu                      |
| 11. | 30 tháng 5 năm 2010  | Sân vận động Municipal de Concepción, Concepción, Chile              | Israel     | 2–0       | 3–0     | Giao hữu                      |
| 12. | 17 tháng 11 năm 2010 | Sân vận động Monumental, Santiago, Chile                             | Uruguay    | 1–0       | 2–0     | Giao hữu                      |
| 13. | 19 tháng 6 năm 2011  | Sân vận động Monumental, Santiago, Chile                             | Estonia    | 4–0       | 4–0     | Giao hữu                      |
| 14. | 8 tháng 7 năm 2011   | Sân vận động Malvinas Argentinas, Mendoza, Argentina                 | Uruguay    | 1–1       | 1–1     | Copa América 2011             |
| 15. | 11 tháng 6 năm 2013  | Sân vận động quốc gia Chile, Santiago, Chile                         | Bolivia    | 2–0       | 3–1     | Vòng loại FIFA World Cup 2014 |
| 16. | 14 tháng 8 năm 2013  | Sân vận động Brøndby, Brøndby, Đan Mạch                              | Iraq       | 2–0       | 6–0     | Giao hữu                      |
| 17. | 14 tháng 8 năm 2013  | Sân vận động Brøndby, Brøndby, Đan Mạch                              | Iraq       | 3–0       | 6–0     | Giao hữu                      |
| 18. | 11 tháng 10 năm 2013 | Sân vận động đô thị Roberto Meléndez, Barranquilla, Colombia         | Colombia   | 2–0       | 3–3     | Vòng loại FIFA World Cup 2014 |
| 19. | 11 tháng 10 năm 2013 | Sân vận động đô thị Roberto Meléndez, Barranquilla, Colombia         | Colombia   | 3–0       | 3–3     | Vòng loại FIFA World Cup 2014 |
| 20. | 15 tháng 10 năm 2013 | Sân vận động quốc gia Chile, Santiago, Chile                         | Ecuador    | 1–0       | 2–1     | Vòng loại FIFA World Cup 2014 |
| 21. | 15 tháng 11 năm 2013 | Sân vận động Wembley, London, Anh                                    | Anh        | 1–0       | 2–0     | Giao hữu                      |
| 22. | 15 tháng 11 năm 2013 | Sân vận động Wembley, London, Anh                                    | Anh        | 2–0       | 2–0     | Giao hữu                      |
| 23. | 13 tháng 6 năm 2014  | Arena Pantanal, Cuiabá, Brasil                                       | Úc         | 1–0       | 3–1     | FIFA World Cup 2014           |
| 24. | 28 tháng 6 năm 2014  | Mineirão, Belo Horizonte, Brasil                                     | Brasil     | 1–1       | 1–1     | FIFA World Cup 2014           |
| 25. | 14 tháng 11 năm 2014 | Sân vận động CAP, Talcahuano, Chile                                  | Venezuela  | 1–0       | 5–0     | Giao hữu                      |
| 26. | 18 tháng 11 năm 2014 | Sân vận động Monumental, Santiago, Chile                             | Uruguay    | 1–0       | 1–2     | Giao hữu                      |
| 27. | 20 tháng 6 năm 2015  | Sân vận động quốc gia Chile, Santiago, Chile                         | Bolivia    | 2–0       | 5–0     | Copa América 2015             |
| 28. | 5 tháng 9 năm 2015   | Sân vận động quốc gia Chile, Santiago, Chile                         | Paraguay   | 3–2       | 3–2     | Giao hữu                      |
| 29. | 8 tháng 10 năm 2015  | Sân vận động quốc gia Chile, Santiago, Chile                         | Brasil     | 2–0       | 2–0     | Vòng loại FIFA World Cup 2018 |
| 30. | 13 tháng 10 năm 2015 | Sân vận động Quốc gia Lima, Lima, Peru                               | Perú       | 1–0       | 4–3     | Vòng loại FIFA World Cup 2018 |
| 31. | 13 tháng 10 năm 2015 | Sân vận động Quốc gia Lima, Lima, Peru                               | Perú       | 3–2       | 4–3     | Vòng loại FIFA World Cup 2018 |
| 32. | 14 tháng 6 năm 2016  | Lincoln Financial Field, Philadelphia, Hoa Kỳ                        | Panamá     | 3–1       | 4–2     | Copa América Centenario       |
| 33. | 14 tháng 6 năm 2016  | Lincoln Financial Field, Philadelphia, Hoa Kỳ                        | Panamá     | 4–2       | 4–2     | Copa América Centenario       |
| 34. | 18 tháng 6 năm 2016  | Sân vận động Levi's, Santa Clara, Hoa Kỳ                             | México     | 3–0       | 7–0     | Copa América Centenario       |
| 35. | 15 tháng 11 năm 2016 | Sân vận động quốc gia Julio Martínez Prádanos, Santiago, Chile       | Panamá     | 2–1       | 3–1     | Vòng loại FIFA World Cup 2018 |
| 36. | 15 tháng 11 năm 2016 | Sân vận động quốc gia Julio Martínez Prádanos, Santiago, Chile       | Panamá     | 3–1       | 3–1     | Vòng loại FIFA World Cup 2018 |
| 37. | 28 tháng 3 năm 2017  | Sân vận động quốc gia Monumental David Arellano, Santiago, Chile     | Venezuela  | 1–0       | 3–1     | Vòng loại FIFA World Cup 2018 |
| 38. | 22 tháng 6 năm 2017  | Kazan Arena, Kazan, Nga                                              | Đức        | 1–0       | 1–1     | Confed Cup 2017               |
| 39. | 5 tháng 10 năm 2017  | Sân vận động quốc gia Monumental David Arellano, Santiago, Chile     | Ecuador    | 2–1       | 2–1     | Vòng loại FIFA World Cup 2018 |
| 40. | 16 tháng 11 năm 2018 | Sân vận động El Teniente, Rancagua, Chile                            | Costa Rica | 1–3       | 2–3     | Giao hữu                      |
| 41. | 20 tháng 11 năm 2018 | Sân vận động Municipal Germán Becker, Temuco, Chile                  | Honduras   | 3–1       | 4–1     | Giao hữu                      |
| 42. | 17 tháng 6 năm 2019  | Sân vận động Morumbi, São Paulo, Brasil                              | Nhật Bản   | 3–0       | 4–0     | Copa América 2019             |
| 43. | 21 tháng 6 năm 2019  | Arena Fonte Nova, Salvador, Brasil                                   | Ecuador    | 2–1       | 2–1     | Copa América 2019             |
| 44. | 8 tháng 10 năm 2020  | Sân vận động Centenario, Montevideo, Uruguay                         | Uruguay    | 1–2       | 1–2     | Vòng loại FIFA World Cup 2022 |
| 45. | 13 tháng 10 năm 2020 | Sân vận động quốc gia Julio Martínez Prádanos, Santiago, Chile       | Uruguay    | 2–1       | 2–2     | Vòng loại FIFA World Cup 2022 |
| 46. | 3 tháng 6 năm 2021   | Sân vận động Único Madre de Ciudades, Santiago del Estero, Argentina | Argentina  | 1–1       | 1–1     | Vòng loại FIFA World Cup 2022 |
| 47. | 11 tháng 11 năm 2021 | Sân vận động Defensores del Chaco, Asunción, Paraguay                | Paraguay   | 1–0       | 1–0     | Vòng loại FIFA World Cup 2022 |
| 48. | 1 tháng 2 năm 2022   | Sân vận động quốc gia Hernando Siles, La Paz, Bolivia                | Bolivia    | 1–0       | 3–2     | Vòng loại FIFA World Cup 2022 |
| 49. | 1 tháng 2 năm 2022   | Sân vận động quốc gia Hernando Siles, La Paz, Bolivia                | Bolivia    | 3–2       | 3–2     | Vòng loại FIFA World Cup 2022 |
| 50. | 27 tháng 9 năm 2022  | Sân vận động Franz Horr, Vienna, Áo                                  | Qatar      | 1–0       | 2–2     | Giao hữu                      |
| 51. | 28 tháng 3 năm 2023  | Sân vận động Monumental David Arellano, Santiago, Chile              | Paraguay   | 2–2       | 3–2     | Giao hữu                      |

## Danh hiệu

### Câu lạc bộ

#### Colo-Colo[15]
- Chilean Primera División: 2006 Clausura, 2007 Apertura

#### River Plate
- Primera División de Argentina: Clausura 2008

#### Barcelona
- La Liga: 2012–13
- Copa del Rey: 2011–12
- Supercopa de España: 2011, 2013
- UEFA Super Cup: 2011
- FIFA Club World Cup: 2011

#### Arsenal[15]
- FA Cup: 2014–15, 2016–17
- FA Community Shield: 2014, 2015, 2017

#### Inter Milan
- Serie A: 2020–21, 2023–24[16]
- Coppa Italia: 2021–22
- Supercoppa Italiana: 2021, 2023

### Quốc tế
- Copa América: 2015, 2016
- Giải vô địch bóng đá U-20 thế giới: Hạng ba (2007)

### Cá nhân
- Cầu thủ xuất sắc nhất Serie A: Tháng 2 năm 2011
- Cầu thủ xuất sắc nhất mùa của Arsenal: 2014-15, 2016-17
- Đôi PFA của năm:2014-15
- Mục tiêu của tháng của BBC: Tháng 10 năm 2015
- Cầu thủ xuất sắc nhất của người bấm mộ PFA: 2015
- Cầu thủ xuất sắc nhất năm của FSF: 2015
- Cầu thủ xuất sắc nhất năm của Premier League trên Facebook: 2015
- Giải thưởng Kids 'Choice Cầu thủ được yêu thích nhất ở Vương quốc Anh: 2015
- Đội thứ 4 của FIFA FIFPro World XI: 2015, 2016, 2017
- Qủa bóng vàng Copa America: 2016
- Đội của giải đấu Copa America: 2016
- Qủa bóng bạc FIFA Confederations Cup: 2017